# E. A. „Bud“ Gingher Memorial Trophy
Die E. A. „Bud“ Gingher Memorial Trophy ist eine Eishockeytrophäe der ECHL, die nach dem früheren ECHL-Funktionär und ehemaligen Teambesitzer der Dayton Bombers E. A. „Bud“ Gingher benannt ist. Die Trophäe wird seit 2012 an die siegreiche Mannschaft des Eastern-Conference-Finales vergeben. Von 1998 bis 2004 ging sie an den Sieger des Northern-Conference-Finales und von 2005 bis 2011 an den Sieger des American-Conference-Finales.

## Gewinner

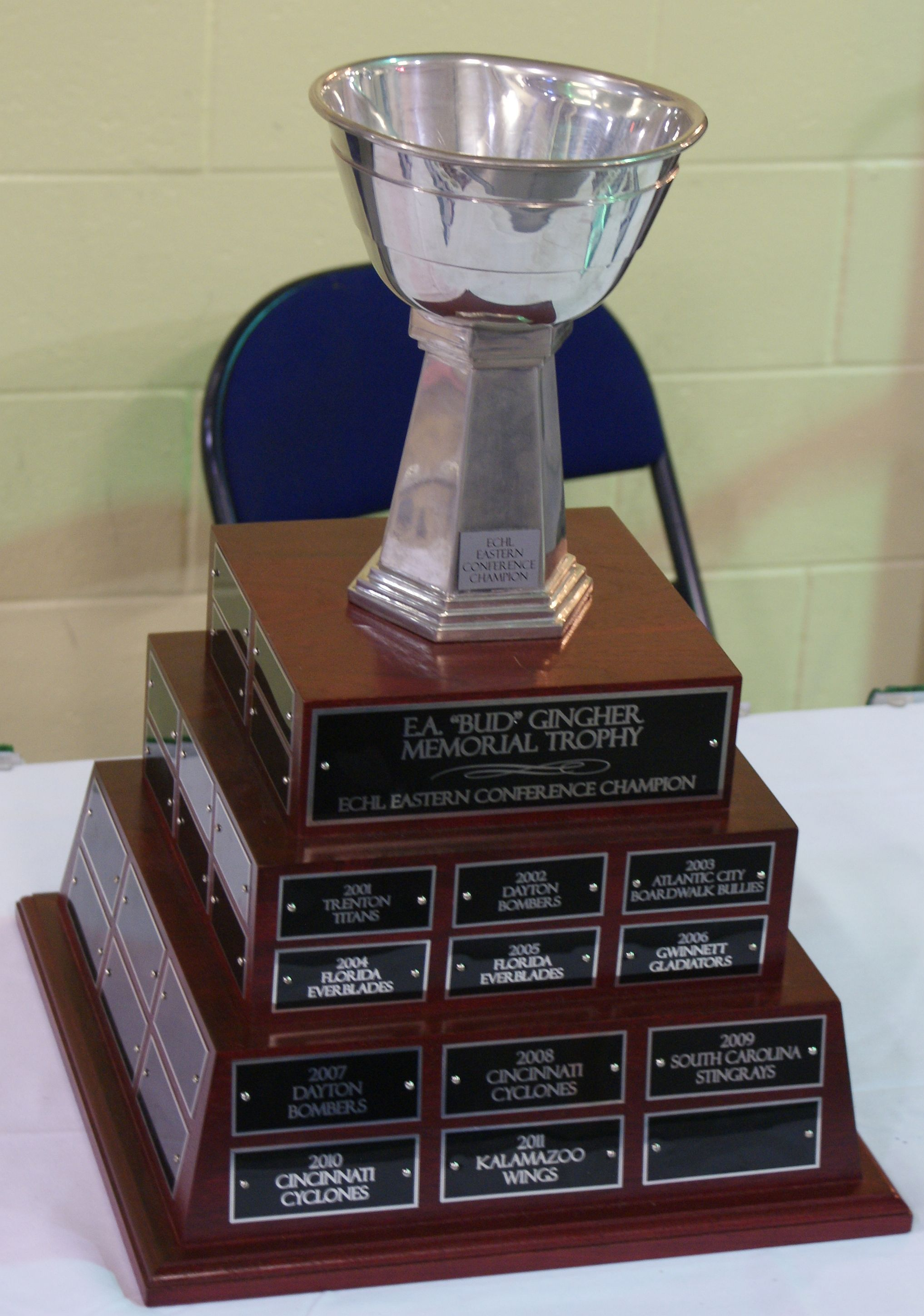
Gingher Memorial Trophy

| Jahr                               | Team                              |
| Eastern-Conference-Playoff-Sieger  | Eastern-Conference-Playoff-Sieger |
| ---------------------------------- | --------------------------------- |
| 2024/25                            | Lions de Trois-Rivières           |
| 2023/24                            | Florida Everblades                |
| 2022/23                            | Florida Everblades                |
| 2021/22                            | Florida Everblades                |
| 2020/21                            | South Carolina Stingrays          |
| 2019/20                            | Saison abgebrochen                |
| 2018/19                            | Newfoundland Growlers             |
| 2017/18                            | Florida Everblades                |
| 2016/17                            | South Carolina Stingrays          |
| 2015/16                            | Wheeling Nailers                  |
| 2014/15                            | South Carolina Stingrays          |
| 2013/14                            | Cincinnati Cyclones               |
| 2012/13                            | Reading Royals                    |
| 2011/12                            | Florida Everblades                |
| American-Conference-Playoff-Sieger |                                   |
| 2010/11                            | Kalamazoo Wings                   |
| 2009/10                            | Cincinnati Cyclones               |
| 2008/09                            | South Carolina Stingrays          |
| 2007/08                            | Cincinnati Cyclones               |
| 2006/07                            | Dayton Bombers                    |
| 2005/06                            | Gwinnett Gladiators               |
| 2004/05                            | Florida Everblades                |
| Northern-Conference-Playoff-Sieger |                                   |
| 2003/04                            | Florida Everblades                |
| 2002/03                            | Atlantic City Boardwalk Bullies   |
| 2001/02                            | Dayton Bombers                    |
| 2000/01                            | Trenton Titans                    |
| 1999/00                            | Peoria Rivermen                   |
| 1998/99                            | Richmond Renegades                |
| 1997/98                            | Hampton Roads Admirals            |